# Rotbier

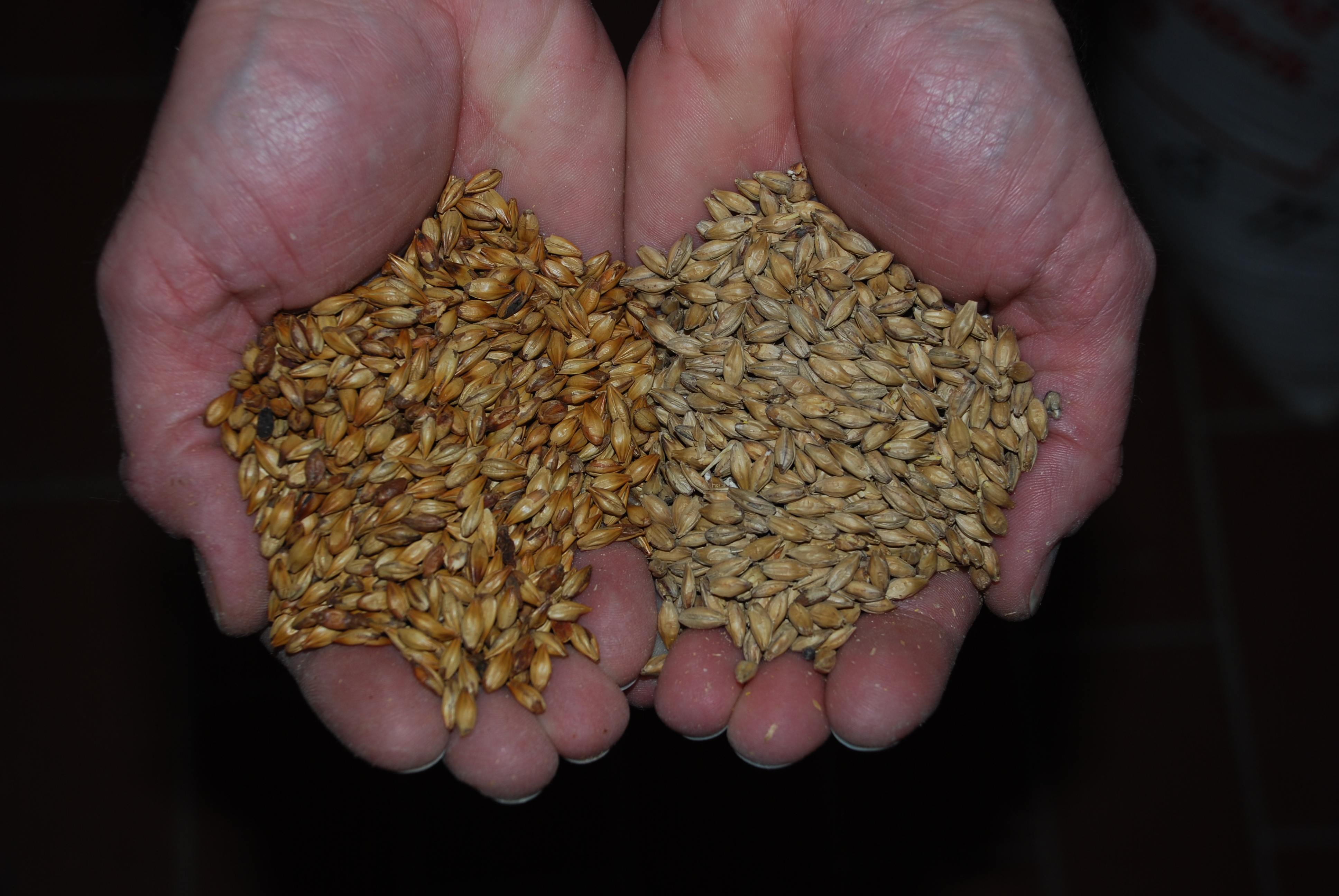
Malzvergleich: rot (links) und normal (rechts). Verwendet für das „HannoverWikiRed“ Free Beer 2009.

Als Rotbier werden verschiedene Biersorten bezeichnet. 
Regional werden besonders das belgische Rotbier und das Nürnberger Rotbier unterschieden, in anderen Regionen wird Rauchbier oder Braunbier als Rotbier bezeichnet. Im angelsächsischen Kulturraum gehören die dort sogenannten Red Ales zu den tradierten Biersorten.

## Geschichte

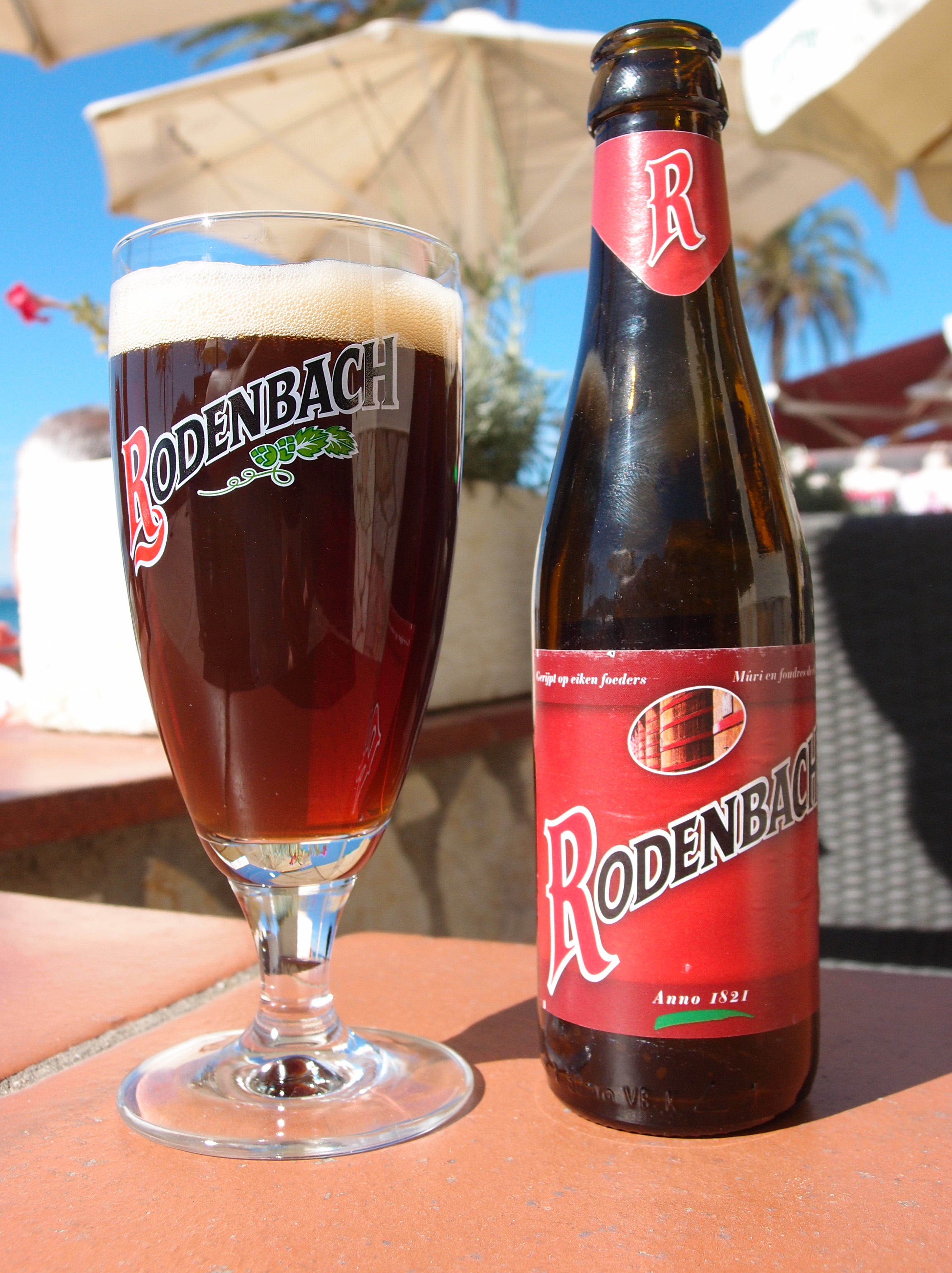
Belgisches Rodenbach Rotbier

Die Entwicklung des belgischen Rotbiers erfolgte durch die „Brauerei Rodenbach“ (die 1998 von Palm Breweries übernommen wurde) in Roeselare, Westflandern, im 19. Jahrhundert. Es hat rund 5 % Alkohol, einen fruchtig-sauren Geschmack und eine typische rötliche Färbung, die bei der Reifung in Holzfässern entsteht. Herausstellungsmerkmale dieses Biers sind ein intensiv gedörrtes Malz, eine Gärung mit einer Mischung von gewöhnlicher obergäriger Hefe und einer Milchsäurebakterien-Kultur sowie die Reifung im Eichenfass.
„Original Nürnberger Rotbier“ wird bereits seit dem frühen Mittelalter nach eigenen Braugesetzen gebraut. Seit 1530 wurde dann das obergärige „weiße Bier“ gebraut. Im Gegensatz zum obergärigen Weißbier handelt es sich beim Rotbier um ein untergäriges Bier, das ausschließlich mit Gerstenmalz gebraut wurde. Im Jahr 1597 gab es in Nürnberg 35 Rotbier- und 11 Weißbierbrauereien und dazu das städtische Weizenbrauhaus. Später wurde die Anzahl gesetzlich beschränkt. Original Nürnberger Rotbier wird seit 1998 wieder in der Hausbrauerei Altstadthof, seit 2017 in der Brauerei Schanzenbräu Nürnberg-Gostenhof und von 2017 bis zur Schließung 2024 auch in der Hausbrauerei des Bruderherz gebraut. Der Brauerei Tucher wurde aufgrund der Brauweise im Jahr 2021 gerichtlich untersagt, ihr Rotbier  als „Original Nürnberger Rotbier“ anzubieten. Es wird inzwischen als „Original Tucher Nürnberger Rotbier“ vertrieben.

## Neue Entwicklungen
Überregional wurde Rotbier mit der Verbreitung von Kleinbrauereien bekannt, zu deren Spezialitäten häufig Rotbiersorten gehören. Rotfärbung durch geeignete Lagerung ist nicht mehr die einzige Bierbereitung. Vermehrt haben sich die Möglichkeiten, ein „rotes“ Bier zu brauen. Alternativ wird die Färbung durch Zugabe von Farbmalz  (Rotmalz) erreicht. Die Färbung – wie der Geschmack – zwischen einem rotstichigen Gelb und dem Rotbraun wird durch die Mengenanteile von Hopfen und Malz beeinflusst.
Die irische Brauerei Murphy’s stellt die Biersorte Irish Red Beer her. Wie beim Kilkenny ist dies ein Red Ale, das ebenfalls durch den Malzanteil diese Färbung erhält. Diese Art ist eine insbesondere in England häufig anzutreffende Biersorte.
Es gibt Beispiele, die bereits im Biernamen den Wortteil „Rot-“ enthalten. So verhielt es sich beim Rotkehlchen der Bürgerbrauerei, das bis Anfang 2010 in Berlin-Friedrichshagen gebraut wurde.
Nicht dem „deutschen Reinheitsgebot“ unterliegende rotfarbige Biersorten können ihre Färbung auch aus der Zugabe von Früchten oder Fruchtsaft erhalten. Die Biernamen lauten dann (meist) nicht Rotbier, sondern je nach Fruchtzugabe beispielsweise um Kirschbier. Zu solchen traditionell rotfarbigen „Frucht-“Bieren gehören insbesondere das belgische Kriek sowie weitere Lambicbiere.